# Molophilus iyouta
Molophilus iyouta är en tvåvingeart som beskrevs av Günther Theischinger 1994. Molophilus iyouta ingår i släktet Molophilus och familjen småharkrankar. Inga underarter finns listade i Catalogue of Life.